# Cécité corticale
La cécité corticale est la perturbation de la perception visuelle touchant l'ensemble du monde visuel. Elle résulte d'une atteinte bilatérale du lobe occipital à l’endroit de la Scissure calcarine . Cette pathologie est parfois plus communément appelée « cécité psychique ». La vision peut être complètement aveugle ou simplement anormale, car les informations visuelles sont mal transmises au cerveau, en raison de lésions cérébrales. 

## Anamnèse
Cette pathologie a souvent pour origine un accident vasculaire cérébral dans le territoire vertébrobasilaire. Elle se caractérise par une cécité bilatérale brutale, alors que les organes visuels semblent intacts. Un examen ophtalmologique, notamment un examen du fond de l'œil, donne des résultats normaux, les réflexes photomoteurs sont conservés, et le tableau clinique s'accompagne d'hallucinations visuelles, de désorientation spatiale et d'anosognosie (le malade ignore sa cécité).
L’étendue des lésions cérébrales variant beaucoup d’un individu à l’autre, chaque cas présente des habiletés et des besoins qui lui sont propres

## Description
Pour la personne atteinte de cécité corticale, il est difficile, voire impossible, de concevoir la notion d’espace : la coordination œil-main, l’évaluation des formes et des distances, l’orientation, la détection des objets sont par conséquent affectées. 
La vision semble très variable, changeant de jour en jour et même de minute en minute. C’est la caractéristique la plus souvent observée, mais en même temps la moins bien comprise. 
Les personnes atteintes de cécité corticale sont parfois sujets à des phénomènes de vision aveugle (blindsight, en anglais). Certaines facultés de vision peuvent en effet être préservées sans que le patient lui-même en ait conscience. Par exemple, le patient peut ajuster sa main pour attraper un objet alors même qu'il rapporte lui-même ne rien percevoir.
La photophobie (intolérance à la lumière) se retrouve chez 33 % des sujets.

## Étude de cas
Une patiente ayant perdu la vue à l'âge de 37 ans explique qu'elle remplace continuellement tous les objets qu’elle ne voit pas par ses propres souvenirs. Sa vue est un mélange d’images morcelées (perçues par sa vision résiduelle) et d’images de substitution émanant de ses souvenirs. Elle est victime du syndrome d’Anton (Agnosie visuelle) .